# نيكولاي بوبا
نيكولاي بوبا (بالرومانية: Nicolae Popa)‏ هو شخصية أعمال روماني، ولد في 1965.